# Девич
Девич (изписване до 1945 година: Дѣвичъ; на македонска литературна норма: Девич) е село в Северна Македония, в община Брод (Македонски Брод).

## География
Селото се намира в областта Поречие на левия бряг на Треска (Голема).

## История
На километър югоизточно от селото, над река Треска са остатъците от късноантичната и средновековна крепост Девич или Девини кули.
Във Виргинските грамоти на Роман III Аргир и Стефан II Милутин се споменава църквата „Света Неделя“ като собственост на Виргинския манастир.
В XIX век Девич е село в Поречка нахия на Кичевска каза на Османската империя. В „Етнография на вилаетите Адрианопол, Монастир и Салоника“, издадена в Константинопол в 1878 година и отразяваща статистиката на населението от 1873 година Девич (Dévitch) е посочено като село с 14 домакинства с 66 жители българи.
Според статистиката на Васил Кънчов („Македония. Етнография и статистика“) от 1900 година Девич е населявано от 210 жители българи християни.
На Етнографската карта на Битолския вилает на Картографския институт в София от 1901 година Девич е чисто българско село в Кичевската каза на Битолския санджак с 15 къщи.
Цялото село в началото на XX век е сърбоманско. Според митрополит Поликарп Дебърски и Велешки в 1904 година в Девич има 15 сръбски къщи. По данни на секретаря на Българската екзархия Димитър Мишев („La Macédoine et sa Population Chrétienne“) в 1905 година в Девич има 160 българи патриаршисти сърбомани.
След Междусъюзническата война в 1913 година селото попада в Сърбия.
На етническата си карта на Северозападна Македония в 1929 година Афанасий Селишчев отбелязва Девич като българско село.
Църквата „Свети Георги“ е изградена в 1948 година и е осветена от митрооплит Тимотей Дебърско-Кичевски на 12 август 1984 година.
Според преброяването от 2002 година селото има 86 жители македонци.

## Личности
Родени в Девич
- Цветко, свещеник, деец на сръбската пропаганда в 1911 година, с месечна сръбска заплата две лири[11]